# Furacão Rita
O Furacão Rita foi o ciclone tropical mais intenso já registrado no Golfo do México e o quarto furacão mais intenso do Atlântico já registrado. Parte da temporada recorde de furacões no Atlântico de 2005, que incluiu três dos dez furacões mais intensos do Atlântico já registrados (junto com o #1 Wilma e #7 Katrina), Rita foi a décima sétima tempestade nomeada, décimo furacão e quinto grande furacão da temporada de 2005. Rita se formou perto das Bahamas. Ele moveu-se para o oeste e, após passar pelo Estreito da Flórida, Rita entrou em um ambiente de águas anormalmente quentes. Movendo-se de oeste para noroeste, intensificou-se rapidamente para atingir ventos de pico de 180 mph (285 km/h), alcançando o status de Categoria 5 em 21 de setembro. No entanto, enfraqueceu para um furacão de Categoria 3 antes de atingir a costa de Johnson's Bayou, Louisiana, entre Sabine Passe, Texas e Holly Beach, Louisiana, com ventos de 115 mph (185 km/h). Enfraquecendo rapidamente em relação à terra, Rita degenerou em uma grande área de baixa pressão sobre o vale do baixo Mississippi em 26 de setembro.
Na Louisiana, a tempestade de Rita inundou comunidades baixas ao longo de toda a costa, agravando os efeitos causados pelo furacão Katrina menos de um mês antes, como o topo das barragens danificadas pelo Katrina reparadas às pressas em Nova Orleans. As paróquias no sudoeste da Louisiana e os condados no sudeste do Texas, onde Rita fez landfall, sofreram com inundações severas a catastróficas e danos causados pelo vento. De acordo com um relatório do Disaster Center de 25 de outubro de 2005, 4 526 residências unifamiliares foram destruídas nos condados de Orange e Jefferson, localizados no sudeste do Texas. Os principais danos foram sofridos por 14 256 residências unifamiliares adicionais e outras 26 211 residências unifamiliares receberam danos menores. Casas móveis e apartamentos também sofreram danos significativos ou destruição total. Ao todo, nove condados do Texas e cinco paróquias da Louisiana foram declarados áreas de desastre após a tempestade. O serviço elétrico foi interrompido em algumas áreas do Texas e da Louisiana por várias semanas. O Texas relatou o maior número de mortes causadas pelo furacão, onde 113 mortes foram relatadas, 107 das quais foram associadas à evacuação da área metropolitana de Houston.
Danos moderados a graves foram relatados em todo o vale do baixo Mississippi. A chuva da tempestade e seus remanescentes associados se estendeu de Louisiana a Michigan. A precipitação atingiu o pico de 16,00 pol. (406 mm) no centro da Louisiana. Vários tornados também foram associados ao furacão e seus remanescentes subsequentes. Ao longo da trajetória de Rita, os prejuízos totalizaram cerca de US$ 18,5 bilhões (dólar de 2005). Cerca de 120 mortes em quatro estados dos EUA foram diretamente relacionadas ao furacão.
Resultante da grande destruição na costa do Golfo, o nome Rita foi retirado na primavera de 2006 e nunca mais será usado para um furacão no Atlântico. Foi substituído por Rina na lista da temporada de furacões do Atlântico de 2011.